# Szczepan Witkowski
Szczepan Wiktor Witkowski (ukr. Вітковський Степан; ur. 20 grudnia 1898 we Lwowie, zm. 29 maja 1937 w Stryju) – polski narciarz, piłkarz, hokeista, medalista narciarskich MP, olimpijczyk z Chamonix 1924, uczestnik MŚ 1925 w drużynowym biegu patrolowym, żołnierz legionów.

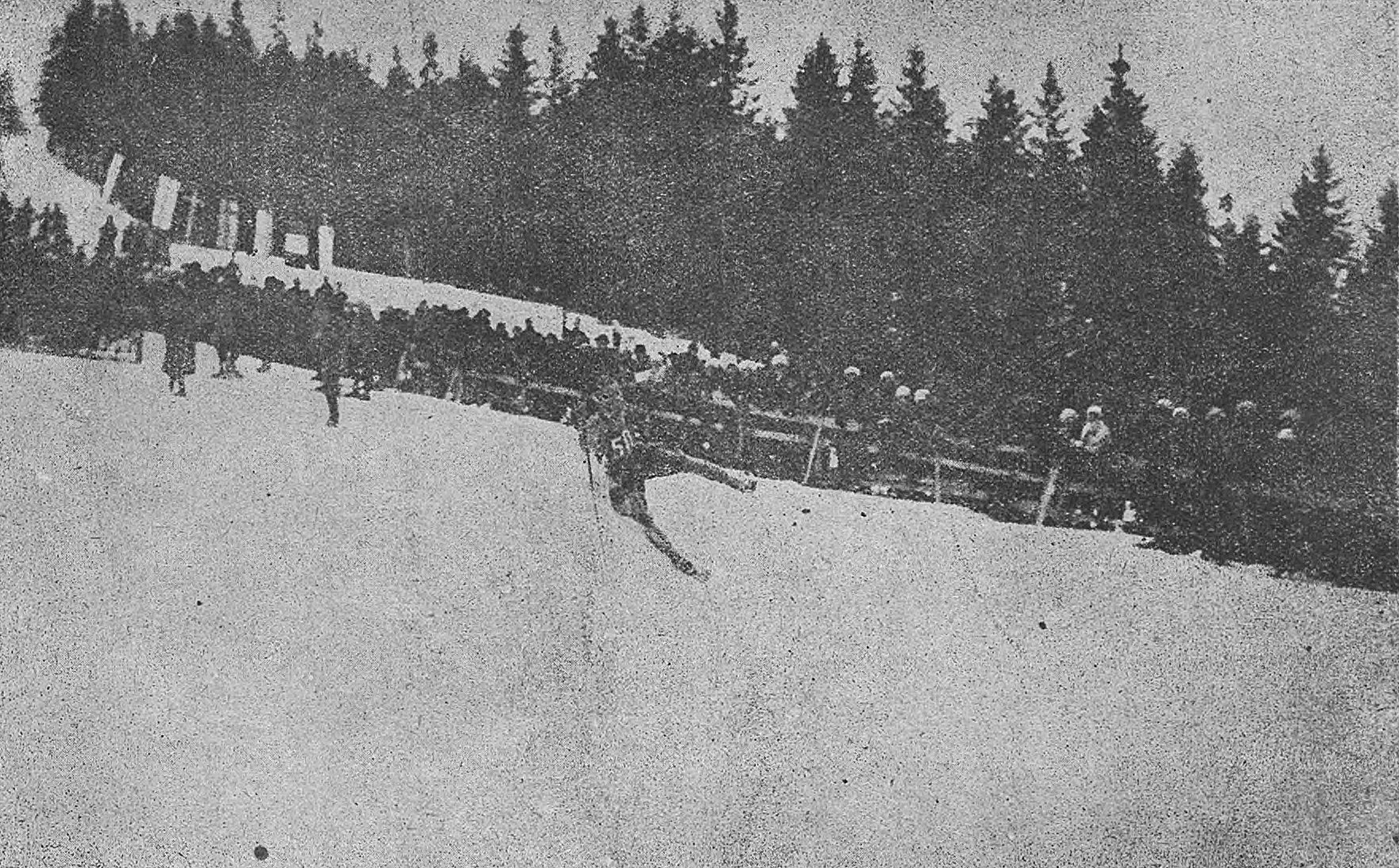
Szczepan Witkowski podczas zawodów narciarskich w Zakopanem (1923)

## Życiorys
Po wybuchu I wojny światowej jako gimnazjalista wstąpił do Legionów Polskich. Odbył całą kampanię w szeregach 10 kompanii 4 Pułku Piechoty w składzie III Brygady.
Po odzyskaniu przez Polskę niepodległości, od 1918 był zawodnikiem klubu Pogoń Lwów. od 1921 reprezentował barwy klubu Czarni Lwów. W pierwszych latach kariery skupiał się na dyscyplinie narciarskiej, w szczególności na biegach długodystansowych.
Podczas pierwszych zimowych igrzysk olimpijskich zajął 21. miejsce w biegu narciarskim na 50 km (jako pierwszy Polski sportowiec w oficjalnych zawodach pokonał 50 km). Startował także w patrolu wojskowym, ale drużyna polska wycofała się z rywalizacji. Na Zimowych Igrzyskach Olimpijskich 1924 w Chamonix brał udział w biegu na 50 km. W 1925 był dowódcą patrolu narciarskiego wojskowego na narciarskich mistrzostwach Europy w Sankt Moritz.
Równolegle od 1918 do 1928 uprawiał czynnie piłkę nożną występując w tych latach w barwach drużyny Czarnych na pozycji środkowego pomocnika, a ponadto grał w reprezentacji Lwowa.
Był inicjatorem uprawiania we Lwowie hokeja na lodzie od 1925. Po zakończeniu kariery zawodniczej działał na rzecz turystyki i narciarstwa. Był założycielem klubu narciarskiego „Bieszczady” w Sławsku. Działał w ramach Związku Strzeleckiego.
Zmarł na tyfus 29 maja 1937 w szpitalu w Stryju. Został pochowany w tym mieście 1 czerwca 1937.

## Sukcesy

### Igrzyska olimpijskie
| Miejsce | Dzień       | Rok  | Miejscowość | Konkurencja | Czas biegu | Zwycięzca     |
| ------- | ----------- | ---- | ----------- | ----------- | ---------- | ------------- |
| 21.     | 30 stycznia | 1924 | Chamonix    | 50 km       | 6:25:58    | Thorleif Haug |